# Tiulești, Hunedoara

Tiulești este un sat în comuna Tomești din județul Hunedoara, Transilvania, România.

## Lăcașuri de cult

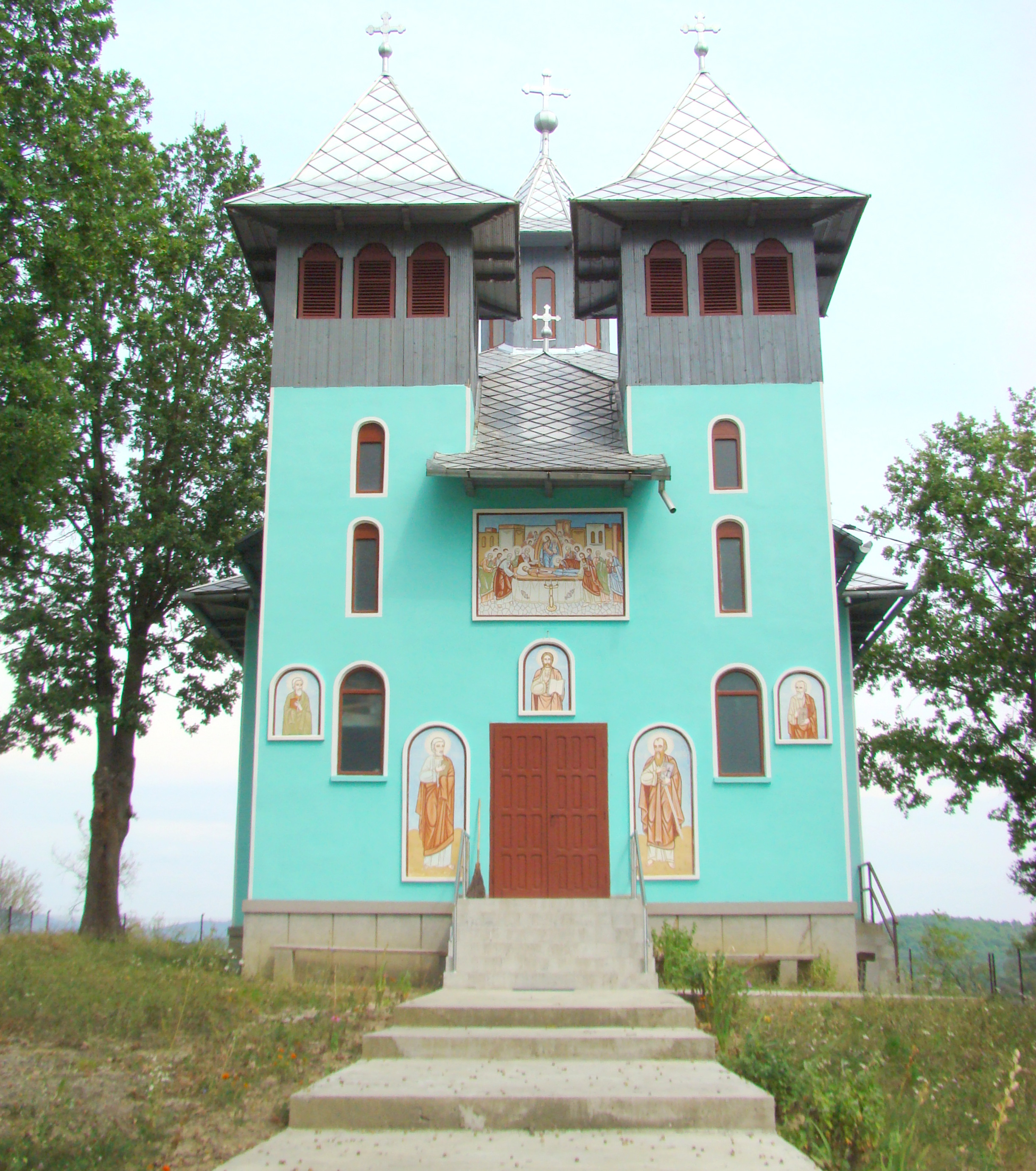
Biserica nouă de zid cu hramul „Adormirea Maicii Domnului”

Biserica nouă de zid, cu hramul „Adormirea Maicii Domnului”, a fost construită între anii 1992 și 1999, în timpul păstoririi preotului Tiberiu Pavel; târnosirea s-a făcut în 2007. Este un lăcaș de cult de plan dreptunghiular, cu absida pentagonală decroșată, prevăzut în dreptul navei cu doi umeri laterali, rectangulari. De o parte și de cealaltă a intrării apusene se înalță două clopotnițe, cu coifuri piramidale evazate, învelite cu tablă, material folosit și la învelirea turlei octogonale de deasupra naosului. Interiorul a fost pictat în anii 2005-2006; câteva medalioane aghiografice se află și la exteriorul edificiului. 

## Vezi și
- Biserica de lemn din Tiulești, Hunedoara

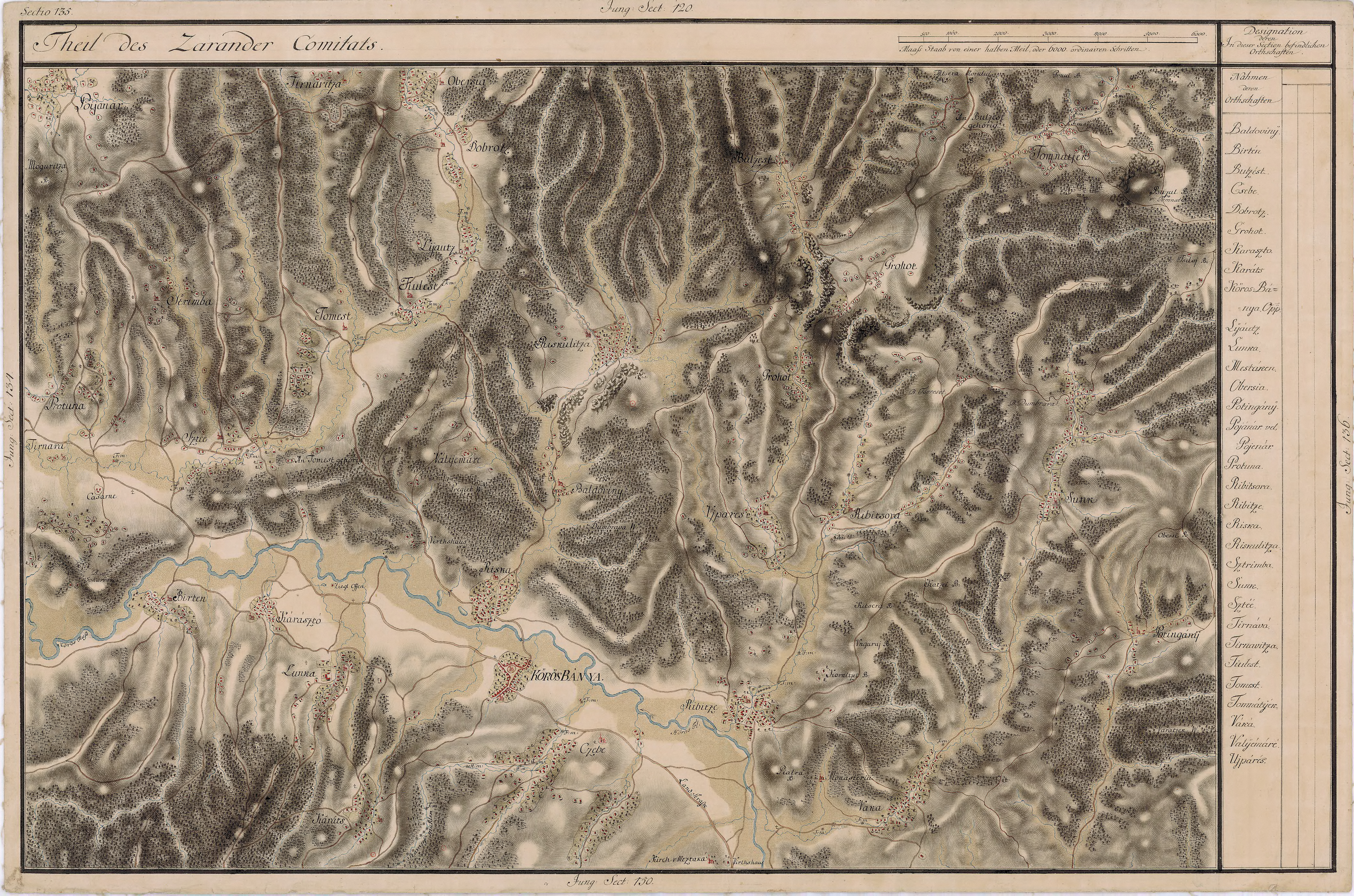
Tiulești în Harta Iosefină a Transilvaniei, 1769-73